# خوسيه غريغوريو هرنانديز
خوسيه غريغوريو هرنانديز (بالإسبانية: José Gregorio Hernández) هو طبيب فنزويلي، ولد في 26 أكتوبر 1864 في تروخيو ‏ في فنزويلا، وتوفي في 29 يونيو 1919 في كاراكاس في فنزويلا.